# Dany Jean
Dany Jean (* 28. November 2002 in Port-au-Prince) ist ein haitianischer Fußballspieler, der aktuell beim SC União Torreense in der Segunda Liga unter Vertrag steht. Seit März 2022 ist er zudem haitianischer Nationalspieler.

## Karriere

### Verein
Jean begann seine fußballerische Karriere auf Haiti, wo er beim Aigle Noir AC spielte. Anfang 2021 wurde er an den Erstligisten Arcahaie FC verliehen. Hier debütierte er im Profibereich, als er in der CONCACAF Champions League bei einer 0:8-Niederlage gegen den CD Cruz Azul über die vollen 90 Minuten im Achtelfinal-Rückspiel spielte.
Im Sommer 2021 wechselte er nach Frankreich zur zweiten Mannschaft des Erstligisten Racing Straßburg. In der Saison 2021/22 spielte er 18 Mal in der National 3 für die Reservemannschaft, wobei er dreimal traf und auch schon bei den Profis auf der Bank saß. Im Mai 2022 erhielt Jean daraufhin seinen ersten Profivertrag bei dem Erstligisten. Am ersten Spieltag der Folgespielzeit 2022/23 wurde er bei einer 1:2-Niederlage gegen die AS Monaco spät eingewechselt und debütierte somit in der Ligue 1.
Im Juli 2023 wurde der Spieler für eine Saison an die US Avranches ausgeliehen. Dort kam er in 30 Ligaspielen zum Einsatz, davon 24-mal in der Startelf. Anschließend wurde er für die Saison 2024/25 an den Zweitligisten AF Rodez verliehen, wo er 16 Ligaspiele absolvierte, jedoch nur sechsmal von Beginn an auf dem Platz stand. Im Januar 2025 wurde die Leihe vorzeitig beendet und Jean wechselte fest zum portugiesischen Zweitligisten SC União Torreense, für den er bis zum Saisonende 14 Mal spielte – jeweils in der Startformation.

### Nationalmannschaft
Jean spielte von 2018 bis 2019 für sämtliche Juniorennationalmannschaften Haitis. Mit der U17-Mannschaft nahm er an der CONCACAF U-17-Meisterschaft 2019 teil, als er mit seinem Team das Halbfinale erreichte und er viermal spielte und einmal traf. Ein paar Monate später spielte er auch bei der U17-WM 2019 alle drei Gruppenspiele mit den U17-Junioren, schied mit der Mannschaft jedoch direkt aus. Zuvor spielte er bereits mit der U20-Nationalmannschaft zwei von vier Spielen bei der CONCACAF U-20-Meisterschaft 2018.
Am 27. März 2022 debütierte Jean in einem Freundschaftsspiel gegen Guatemala für die A-Nationalmannschaft Haitis, als er bei einer 1:2-Niederlage 25 Minuten vor Schluss ins Spiel kam. Am 11. Juni 2022 schoss er in der Nations League bei einem 6:2-Sieg über Guyana sein erstes Länderspieltor.

## Familie
Jean ist seit seiner Kindheit ein Waisenkind, da beide seiner Eltern in jungem Alter verstarben.